# سیارک ۲۲۱۸۴
سیارک ۲۲۱۸۴ (به انگلیسی: 22184 Rudolfveltman، نامگذاری:2000YT15) بیست و دو هزار و صد و هشتاد و چهارمین سیارک کشف شده‌است که در ۲۲ دسامبر ۲۰۰۰ کشف شد.
قدر مطلق سیارک برابر ۱۸.۶ است.